# Гликогенфосфорилаза
Гликогенфосфорилаза (1,4-α-D-глюкан: ортофосфат α-гликозилтрансферазы) — фермент, который катализирует лимитирующую стадию процесса гликогенолиза: расщепление гликогена до глюкозо-1-фосфата путем фосфоролиза.

## История исследования
Гликогенфосфорилаза была первым открытым ферментом класса фосфорилазы. Во время её исследования впервые установлена возможность регуляции фермента путем фосфорилирования и дефосфорилирования. Гликогенфосфорилаза также была одним из первых известных аллостерических ферментов, и первым, для которого были установлены точные трехмерные структуры активной и инактивированной формы с помощью рентгеноструктурного анализа.
В 1930-х годах Карл и Герти Кори установили, что гликогенфосфорилаза скелетных мышц может находиться в двух формах, превращаются друг в друга: каталитически активная фосфорилаза a и неактивная фосфорилаза b. Дальнейшие исследования этого фермента проводил Эрл Сазерленд, который выяснил, что фосфорилаза b преобладает в мышцах в состоянии покоя, в то время как фосфорилаза a — во время активных сокращений. Преобразование неактивной формы в активную происходит под влиянием адреналина. 1959 Эдвин Кребс и Эдмонд Фишер установили, что a — и b — формы фосфорилазы отличаются наличием фосфатной группы, присоединенной к остатку серина 14. Высокоточная рентгеноструктурный анализ обоих форм провели Роберт Флеттерик и Луи Джонсон.

## Структура гликогенфосфорилазы
Гликогенфосфорилаза — это димер двух идентичных субъединиц длиной по 842 аминокислотные остатки (97 кДа). В состав каждой субъединицы входит аминокинцевий (остатки 1-484) и карбоксикинцевий домены (остатки 485—842). Аминокинцевий домен в свою очередь делится на два поддомена, один из которых содержит место ковалентной модификации (Сер14), аллостерические сайты, и поверхность взаимодействия с другим мономером в димере. Второй субдомен содержит сайт связывания гликогена (остатки 316—484).
Активный центр расположен в центре субъединицы между N- и C-концевым доменами. Он удален от сайта связывания гликогена примерно на 30 Å и соединен с ним узкой щелью, в которую помещается 4-5 остатков глюкозы. Эта щель имеет радиус кривизны, соответствующий радиуса спиральной ветви гликогена и слишком узкой, чтобы захватить место ветвления ((α1 → 6) -связь).
Разделение активного сайта и сайта связывания гликогена позволяет ферменту катализировать расщепление многих гликозидных связей в одной молекуле гликогена без надобности отсоединяться и вновь присоединяться к ней. Таким образом увеличивается процессивность фермента.